# Красновка (Ленинский район)
Красно́вка (до 1948 года Конра́т; укр. Краснівка, крымскотат. Qoñrat, Къонърат) — исчезнувшее село в Ленинском районе Республики Крым, располагавшееся на юго-западе района и Керченского полуострова, примерно в 3 км к юго-востоку от современного села Яркое.

## История
Идентифицировать Конрат среди, зачастую сильно искажённых, названий деревень Кефинского каймаканства в Камеральном Описании Крыма 1784 года пока не удалось — вероятно, вследствие эмиграции крымских татар в Турцию, последовавшую вслед за присоединением Крыма к России 8 февраля 1784 года, деревня была покинута жителями.
После присоединения Крыма к России (8) 19 апреля 1783 года, (8) 19 февраля 1784 года, именным указом Екатерины II сенату, на территории бывшего Крымского Ханства была образована Таврическая область и деревня была приписана к Левкопольскому, а после ликвидации в 1787 году Левкопольского — к Феодосийскому уезду Таврической области. После Павловских реформ, с 1796 по 1802 год, входила в Акмечетский уезд Новороссийской губернии. По новому административному делению, после создания 8 (20) октября 1802 года Таврической губернии, Конрат был включён в состав Кадыкелечинской волости Феодосийского уезда.
В Ведомости о числе селений, названиях оных, в них дворов… состоящих в Феодосийском уезде от 14 октября 1805 года , записаны вместе 2 деревни Баш-Киргиз и Конрат, как Баш-Киргиз-Конрат, в которых числилось 19 дворов и 149 жителей. На военно-топографической карте генерал-майора Мухина 1817 года деревня Конрат киргиз обозначена с 2 дворами. После реформы волостного деления 1829 года Конрат, согласно «Ведомости о казённых волостях Таврической губернии 1829 года», отнесли к Чалтемирской волости (переименованной из Кадыкелечинской). Затем, видимо, деревня вновь опустела и на картах 1836 и 1842 года обозначены развалины деревни Конрат.
В 1860-х годах, после земской реформы Александра II, деревню приписали к Сарайминской волости. Деревня встречается в «Памятной книге Таврической губернии 1889 года», по результатам Х ревизии 1887 года, где в Конрате, вместе с Ильгери-Кипчаком, числилось 42 двора и 245 жителей.
После земской реформы 1890-х годов деревню передали в состав Петровской волости. По «…Памятной книжке Таврической губернии на 1892 год» в безземельной деревне Конрат, не входившей ни в одно сельское общество, числилось 114 жителей, домохозяйств не имеющих. На верстовой карте Крыма 1896 года в селении обозначено 28 дворов с татарским населением. По «…Памятной книжке Таврической губернии на 1902 год» в деревне Конрат, входившей в Джапар-Бердынское сельское общество, числилось 87 жителей в 18 домохозяйствах. По Статистическому справочнику Таврической губернии. Ч.II-я. Статистический очерк, выпуск пятый Феодосийский уезд, 1915 год, в деревне Конрат (на земле Грамматикова) Петровской волости Феодосийского уезда числился 21 двор (1 двор с землёй, 20 — безземельные) со смешанным населением в количестве 59 человек приписных жителей и 54 «посторонних», из которых 55 мужчин и 58 женщин. Жители владели 9 десятинами удобной земли, с примечанием, что сельхозугодья принадлежали Грамматикову. В хозяйствах имелось 67 лошадей, 28 волов, 20 коров и 167 голов овец, свиней, или коз}.
После установления в Крыму Советской власти, по постановлению Крымревкома, 25 декабря 1920 года был образован Керченский (степной) уезд, а, постановлением ревкома № 206 «Об изменении административных границ» от 8 января 1921 года была упразднена волостная система и село вошло в состав Петровского района Керченского уезда, а в 1922 году уезды получили название округов. 11 октября 1923 года, согласно постановлению ВЦИК, в административное деление Крымской АССР были внесены изменения, в результате которых округа были отменены, Петровский район упразднили, влив в Керченский район. Согласно Списку населённых пунктов Крымской АССР по Всесоюзной переписи 17 декабря 1926 года, в селе Конрат, в составе, упразднённого к 1940 году Мавлюшского сельсовета Керченского района, числилось 19 дворов, все крестьянские, население составляло 92 человека, все татары. Постановлением ВЦИК «О реорганизации сети районов Крымской АССР» от 30 октября 1930 года (по другим сведениям 15 сентября 1931 года) Керченский район упразднили и село включили в состав Ленинского. На подробной карте РККА Керченского полуострова 1941 года в селе отмечено 18 дворов.
В 1944 году, после освобождения Крыма от фашистов, согласно постановлению ГКО № 5859 от 11 мая 1944 года, 18 мая крымские татары были депортированы в Среднюю Азию. С 25 июня 1946 года селение в составе Крымской области РСФСР. Указом Президиума Верховного Совета РСФСР от 18 мая 1948 года село, как Комрат, переименовали в Красновку. 26 апреля 1954 года Крымская область была передана из состава РСФСР в состав УССР. Время включения в Дорошенковский сельский совет пока не установлено: на 15 июня 1960 года село уже числилось в его составе. Исключена из учётных данных в 1964 году (согласно справочнику «Крымская область. Административно-территориальное деление на 1 января 1968 года» — в период с 1954 по 1968 год, как село Ленинского сельсовета).

### Динамика численности населения
| - 1805 год — 149 чел. - 1889 год — 245 чел. - 1892 год — 114 чел. | - 1902 год — 87 чел. - 1915 год — 59/54 чел. - 1926 год — 92 чел. |